# Endasys rugosus
Endasys rugosus är en stekelart som beskrevs av Luhman 1990. Endasys rugosus ingår i släktet Endasys och familjen brokparasitsteklar. Inga underarter finns listade i Catalogue of Life.